# D'Arnoult de Soleuvre
D'Arnoult de Soleuvre was een Zuid-Nederlandse adellijke familie.

## Geschiedenis
- Jean-Mathias Arnoult, geboren in Montmédy, werd in 1617 raadsheer en later voorzitter bij de provincieraad van Luxemburg. Hij trouwde met de weduwe Elisabeth de Schiellaert. In 1646 werd hij substituut-procureur-generaal bij de provincieraad van Luxemburg en in 1669 volgde hij er zijn vader op als voorzitter. Hij trouwde met Marguerite de Busback.
  - Jean Arnoult, heer van Soleuvre, Schengen, Differdange, Bitbourg, Besch, Beuren enz., werd na zijn vader substituut-procureur-generaal.
    - Christophe d'Arnoult de Meysenbourg († 1740) werd in 1716 beneficiaris van de eerste adelserkenning voor de familie, toegekend door keizer Karel VI met toekenning van de baronstitel. Hij trouwde met Anne-Barbe de Baillet de la Tour (†1724). Ze hadden een enige dochter, Barbara (1695-1754).
      - Alphonse-Dominique baron d'Arnoult de Soleuvre, heer van Differdange (1683- ), die trouwde met Reine de Metzenhausen.
        - Charles-Antoine, baron d'Arnoult et de Soleuvre, heer van Differdange en Linster, trouwde met Marie-Antoinette-Philippine-Louise de Elanchart du Châtelei. Ze waren de ouders van de drie hiernagenoemden.

    - Charles-Guillaume, baron d'Arnoult et SoIeuvre, werd in 1716 beneficiaris van de eerste adelserkenning voor de familie, toegekend door keizer Karel VI met toekenning van de baronstitel. Hij trouwde met Anne-Marie de Linden die in 1723 overleed, terwijl hij in 1820 overleed.

  - Jean Guillaume Arnoult (° Luxemburg 1606), trouwde in i633 met Marie d'Huart, dochter van de voorzitter van de Luxemburgse provincieraad. Het echtpaar bleef kinderloos.

## Georgesd'Arnoult de Soleuvre
Pierre Georges d'Arnoult de Soleuvre (Habay-la-Neuve, 1768 - Differdange, 14 december 1841) werd in 1816, onder het Verenigd Koninkrijk der Nederlanden, erkend in de erfelijke adel met de titel baron overdraagbaar op alle afstammelingen en met benoeming in de Ridderschap van Luxemburg. Onder het Franse keizerrijk was hij burgemeester van Bourglinster en onder het Verenigd Koninkrijk der Nederlanden lid van de Provinciale Staten van de provincie Luxemburg. Hij bleef vrijgezel.

## Antoine d'Arnoult de Soleuvre
Paul Antoine Jean-Népomucène d'Arnoult de Soleuvre (° Anlier, 14 september 1773), broer van voornoemde, werd in 1816, onder het Verenigd Koninkrijk der Nederlanden, erkend in de erfelijke adel met de titel baron, overdraagbaar op alle afstammelingen, en benoemd in de Ridderschap van de provincie Luxemburg. Hij trouwde met Eléonore de Prouvy. Ze kregen een enige dochter.

## Gabriel d'Arnoult de Soleuvre
Antoine Gabriel d'Arnoult de Soleuvre (Habay-la-Neuve, 1779 - Differdange, 1858), broer van voornoemde, werd eveneens in 1816, onder het Verenigd Koninkrijk der Nederlanden, erkend in de erfelijke adel met de titel baron overdraagbaar aan alle afstammelingen, en benoemd in de Ridderschap van de provincie Luxemburg. Hij bleef vrijgezel.
In 1882 was de familie d'Arnoult de Soleuvre volledig uitgedoofd met de dood van Marie-Antoinette d'Arnoult, dochter van Antoine d'Arnoult.